# Prusy-Boškůvky
Prusy-Boškůvky (in tedesco Mährisch Preussen) è un comune della Repubblica Ceca facente parte del distretto di Vyškov, in Moravia Meridionale.